# Friedrich Krafft (Politiker, 1777)
Friedrich Krafft, seit 1834 von Krafft, (* 6. Mai 1777 in Kassel; † 19. Juni 1857 in Meiningen) war ein deutscher Politiker.

## Leben

### Familie
Friedrich Krafft war mit Margarete Wolff (1784–1852) verheiratet und hatte drei gemeinsame Söhne:
- Friedrich Georg Wilhelm Siegmund (1813–1876), preußischer Major, verheiratet mit Wilhelmine Karoline (1821–1902), Tochter des Carl Ludwig Johann Hermann Riedesel zu Eisenbach;
- August Friedrich (* 1817), Oberleutnant im Husaren-Regiment Nr. 12;
- Georg (1819–1885), Stallmeister, verheiratet mit Elise Seidler (1856–1883).

### Werdegang
Friedrich Krafft wurde 1799 Assessor ohne Stimme bei der Regierung von Wilhelm IX. von Hessen-Kassel in Hanau, bis er 1801 Assessor mit Stimme bei der Regierung in Kassel wurde. 1805 erfolgte seine Ernennung zum Justizrat in Kassel. 1807 wurde er in den Justizdienst des Königreiches Westphalen übernommen und war Richter beim Distrikt-Tribunal. 1814 wurde er zum kurhessischen Regierungsrat, am 25. August 1820 zum Oberappellationsrat und am 13. April 1821 zum Ministerialrat im Departement des Innern ernannt. Er erhielt den Auftrag, für Kurfürst Wilhelm II. zur Zivilverwaltungsreform ein Organisations-Edikt zu entwerfen, und verband hierbei preußische Muster mit französischen und westphälischen Verwaltungsgrundsätzen; dies hatte nicht nur die beabsichtigte Umbildung der bisherigen Verfassung, sondern eine radikale Umwälzung aller Verhältnisse zur Folge. Das Edikt trat am 29. Juni 1821 in Kraft. 1826 erfolgte seine Ernennung zum Obergerichtsdirektor in Marburg.
1827 nahm er seinen Abschied und ging als Geheimer Rat und Regierungspräsident in die Regierung des Herzogtums Sachsen-Meiningen. Dort wurde er vom Herzog Bernhard Freund in einer Organisationskommission eingesetzt, die eine Verwaltungsreform erarbeiten sollte.
Er folgte am 21. Januar 1829 als Nachfolger Georg Karl Wilhelm Philipp von Donop, der seit 1827 immer mehr begann sich zurückzuziehen und 1829 in den Ruhestand ging, in das Geheime Ministerium.
Am 25. April 1831 wurde er zum Minister ernannt und blieb in dieser Funktion bis 1840 sowie von 1843 bis 1847. Von 1843 bis 1847 war er Wirklicher Geheimer Rat und Vorstand des Landesministeriums Sachsen-Meiningen.

## Ehrungen und Auszeichnungen
- 1818 wurde Friedrich Krafft Ritter, 1821 Kommandeur 2. Klasse und 1824 Kommandeur 1. Klasse des Hausordens vom Goldenen Löwen.
- Am 11. August 1834 wurde Friedrich Krafft nobilitiert.[9]
- Er erhielt das Prädikat Exzellenz.